# Jovice
Jovice (maďarsky Jólész) jsou obec na Slovensku, v okrese Rožňava v Košickém kraji.
V roce 2011 zde žilo 725 obyvatel. V roce 2001 se 77 % obyvatel hlásilo k maďarské národnosti.

## Historie
Až do roku 1918 patřila obec k Uherskému království, po první světové válce se stala součástí Československa. V roce 1930 zde žilo 415 obyvatel. V letech 1938 až 1945 byla obec přičleněna k Maďarsku.